# 니콜라옙스크 (볼고그라드주)
니콜라옙스크(러시아어: Никола́евск)는 볼고그라드 주 니콜라옙스키 군의 중심지이다.
볼가강에 위치해 있다. 1747년에 드미트리예프라는 이름으로 지어졌다. 1794년에 다시 니콜라옙스카야 슬로보다로 개칭되었다. 1967년에 니콜라옙스크라는 이름으로 다시 개칭되었다. 2002년의 인구는 1만6,125명이다. 볼고그라드에서 190km 떨어져 있다.